# Нижняя Добринка (Жирновский район)
Ни́жняя До́бринка — село Жирновского района Волгоградской области России. Административный центр и единственный населённый пункт Нижнедобринского сельского поселения.
Село расположено на западе района, на реке Добринке (левом притоке Медведицы), недалеко от устья. Расстояние до административного центра — около 15 километров на север. Общая площадь в границах населённого пункта — 540 гектаров. Основу расположения составляют две продольные улицы, за счёт которых село имеет протяжённость 4,5 километра.
В селе имеются средняя школа, дом культуры, административные здания бывшего колхоза имени XIX съезда КПСС и сельского совета, амбулаторный пункт, магазины, детский сад, стадион имени П. И. Пидченко и другие объекты. Село полностью газифицировано и электрифицировано, центральная улица асфальтирована.

## Физико-географическая характеристика

### Географическое положение
Населённый пункт расположен у подножия Медведицких яров, на левом берегу реки Медведицы, между небольшими её притоками Добринкой и Ломовкой. Вокруг села раскинута цепочка озёр и прудов, самым крупным из которых является Лиман. Территория относится к тёплой и недостаточно влажной степной зоне с гидротермическим коэффициентом 0,8-0,6. Почвы относятся к Южнорусской степной провинции чернозёмов обыкновенных и южных.

### Климат
В целом климат можно охарактеризовать как умеренно континентальный засушливый, с продолжительным и жарким летом, холодной и неустойчивой зимой. Среднегодовая температура воздуха изменяется в пределах от 5,2…5,5°С до 8,0…8,3°С
.
Самым тёплым месяцем года является июль. Средняя температура этого месяца 21-22°С. Средняя сумма активных температур летнего периода составляет 2800°С. Абсолютный максимум температуры достигает 40…42°С. При такой высокой температуре приземного слоя воздуха поверхность почвы нагревается до 50…55°С.
Располагаясь в южной половине умеренного пояса, территория получает достаточное количество солнечной радиации; напряжённость её суммарной величины составляет 110—115 ккал/см²*год, а радиационный баланс достигает 45-50 ккал/см²*год, причём в течение 10 месяцев года баланс положительный, что свидетельствует о хорошей обеспеченностью теплом. В среднем продолжительность безморозного периода оставляет 148—153 дня. В летний период года сильные восточные ветры переходят в суховеи и пыльные бури.
Наиболее холодным месяцем года является январь. Среднемесячная температура этого месяца составляет около −11…-11,8°С. Абсолютный минимум характерен для января или февраля, когда температура опускается до −35…-40°С. Среднегодовое количество осадков составляет 480—450 мм.

### Экология
Состояние природной среды относительно благополучно. Экологическая напряжённость имеет невысокую степень.

## Биологическое разнообразие

### Изучение
Первые достоверные сведения о природе междуречья Волги и Медведицы встречаются в дневниках голштинского посланника А. Олеария (1633-39), голландца Я. Стрейса (1668), англичанина Дж. Перри (1699—1701), фламандца К. де Брюйна (1703-07).
В начале XVIII века Академия наук командирует отдельные учёные экспедиции для изучения природных богатств степного Юго-Востока. Первым исследователем Волгодонья стал Г. Шобер. Путешественник в своих путевых записках отмечет:

… в обширных пустырных районах по Волге произрастают прекрасные дикие травы: тюльпаны, лилии, гиацинты, солодка, дикий миндаль.

Весной 1732 года и осенью 1745 года территорию исследует И. Я. Лерхе. Он со старательностью собирал гербарии и рукописные материалы о биологическом разнообразии. В 1739 году директор Московского аптекарского огорода Т. Гербер посетил степи Среднего Дона. В течение периода с апреля по август 1770 года Э. Лаксманн и И. Гертнер, исследуют степи Поволжья, собирая многочисленные образца растений. Весной 1773 года П. С. Паллас, путешествует по всей Волгоградской области, описывает не только биологическое разнообразие края, но и быт, обычаи и населённые пункты степей Волгодонья. 1800 и 1806 годы исследовательские экспедиции Ф. К. Биберштейна. Начало XX века экспедиция Б. А. Келлера.

### Флора

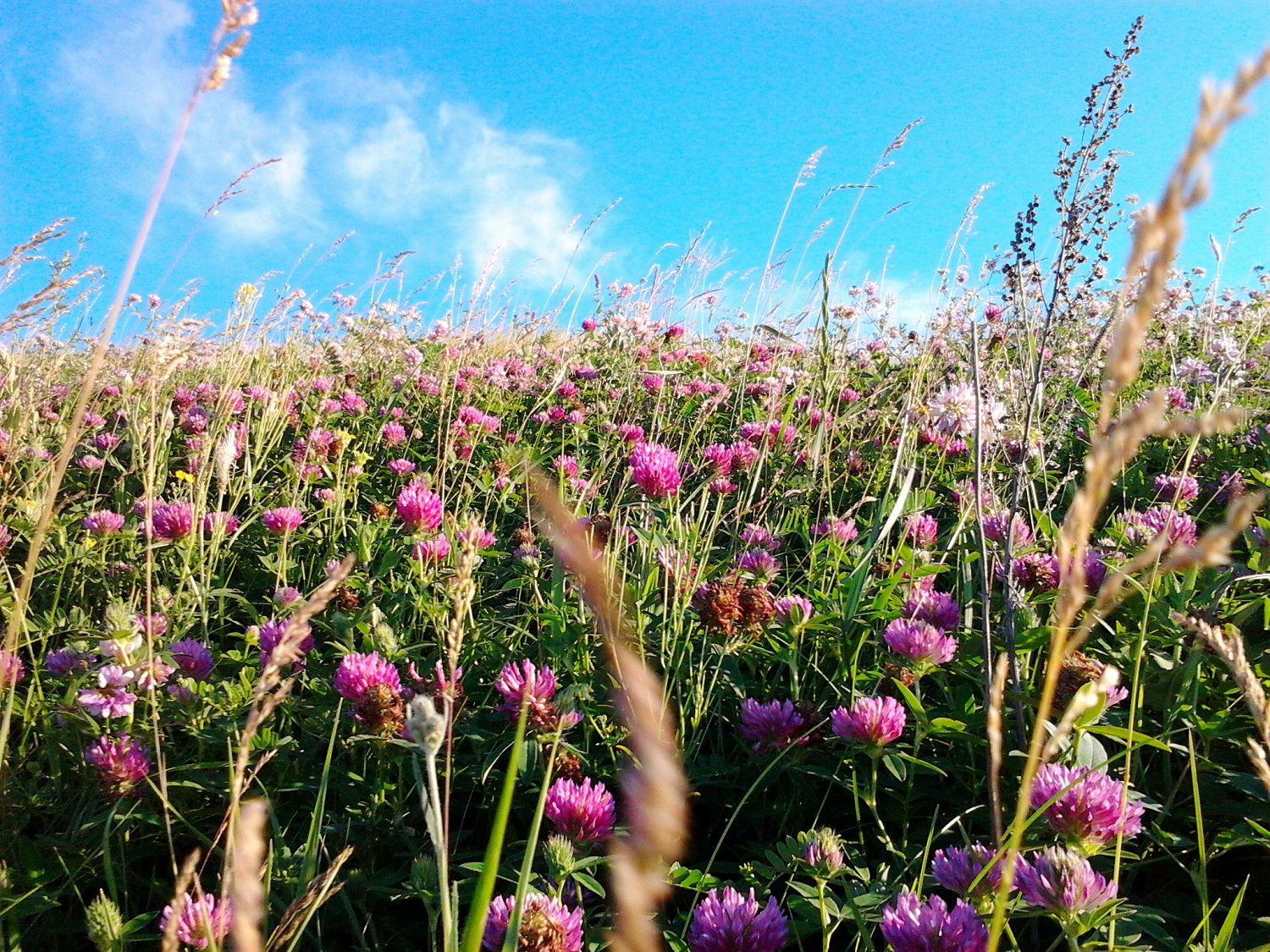
Степное разнотравье

Характерен обедненный флористический состав. Его основу составляют ксерофильные злаки: ковыль узколистый или тирса, весьма распространена овсяница валисийская или типчак, среди исчезающих видов келерия или тонконог. В составе травостоя присутствуют два виды злаков: рыхлодерновинные — тимофеевка степная, овсец Шмеля, корневищные — мятлик узколистный, пырей промежуточный. В разнотравье выделяются лютик многоцветный, полынь армянская,василёк луговой. Напочвенный покров нередко хорошо развит из зеленых мхов.
Из флоры леса преобладают мягколиственные породы деревьев: берёза, осина, ольха, липа, тополь, ива. Распространены также: вяз, дуб, клён. Основным представителем хвойных пород являются искусственные насаждения в центра села сосны,ели.В лесу произрастают съедобные ягоды: малина, земляника, рябина, смородина, черника, калина. В лесу много грибов: грузди, опята, лисички, сморчки, подберёзовики, маслята, белый гриб, а также мухоморы, бледная поганка, множество других. Распространены: лещина, дикие груши и яблони, черёмуха, рябина, сирень и множество других видов. Лесные насаждения богаты растениями, обладающие фитоницидными и лекарственными свойствами. Травянистые лекарственные растения представлены такими видами, как: багульник, ландыш, валериана, можжевельник, одуванчик, крапива, полынь, подорожник, пастушья сумка, лопух и др. Всего более 30 видов лекарственных растений. Также распространены такие виды, как: папоротник, борец высокий, чебрец, тимофеевка, тонконог, костёр, смолёвка, горицвет, жимолость, боярышник, мята, кислица, шиповник, крушина. Медоносы: липа, кипрей, медуница, клевер белый и другие.

### Фауна

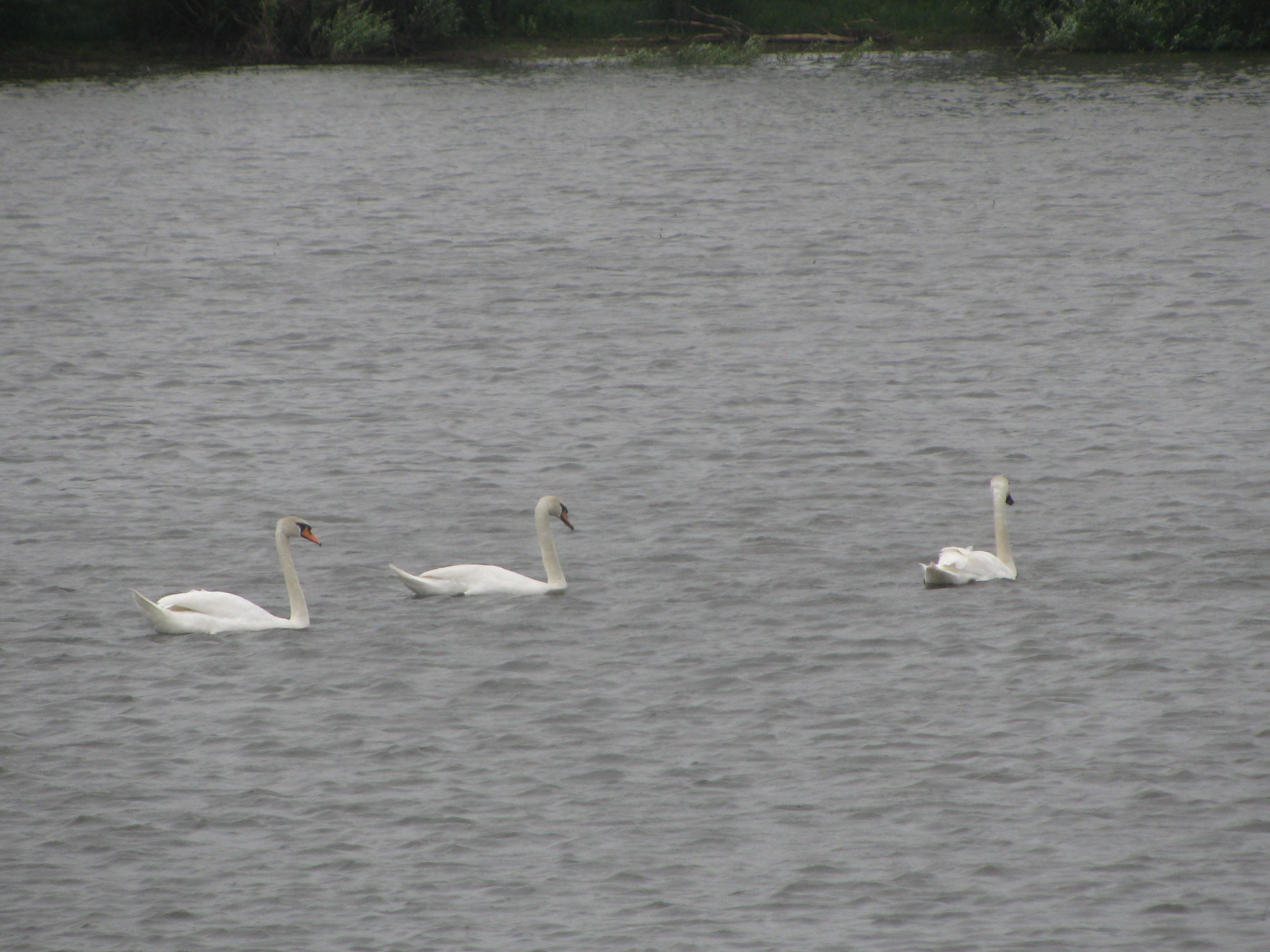
Группа лебедей на Лимане

Гамазовые и иксодовые клещи — переносчики инфекционных заболеваний диких и домашних животных. Множество саранчёвых (саранча), кузнечики, представители отряда хищных богомолов: обыкновенного и эмпузы, а также сверчки и трубачики. Клопы из семейств булавников, наземников и ромбовиков. Характерными жуками являются степные виды усачей корнеедов, жуков-листоедов. Богато видовым разнообразием семейства слоников и долгоносиков. Повсеместно обитают амфибии, а именно зелёная жаба, из рептилий — практически все виды настоящих ящериц, ужи и полозы, реже — степные гадюки. Из птиц выделяются курообразные — серые куропатки и перепела. Во время перелётной миграции, на озеро Лиман прилетают лебеди. Повсеместно полевые, хохлатые и степные жаворонки. Грызуны представлены сусликами, сурками, слепушонками, хомяками и полёвками.
Из фауны леса: ёж, крот, бурундук и другие виды. Объектами охоты являются белка, заяц, куница, лиса, лось, кабан, лесной хорёк.

## Археологические раскопки
Археологические исследования у Нижней Добринки провела в 1997 году археологическая экспедиция ОНПЦ по охране памятников истории и культуры Волгоградской области под руководством П. Е. Захарова. Курганная группа из 7 курганов располагалась на возвышенности между речкой Добринкой и балкой в районе Шемякина пруда — в шести километрах к юго-востоку от села.
Насыпь первого кургана скрывала в себе женское могильное захоронение. Место погребения было устлано дощечками и покрыто златотканым полотном. Умершая женщина лежала головой на юго-восток. Её одежду украсили тонким кожаным ремешком, продетым сквозь золотые рифлёные трубочки. Другой ремешок оплели золотою проволокой.
На шее было надето ожерелье из бус белого стекла и крупных гагатовых камней.
Среди найденных предметов присутствовали обломки футляра для лука и наконечники стрел. В могилу была помещена конская узда, при помощи которой покойница должна была отправиться в загробный мир на коне. Среди находок были золотые украшения, бронзовый котёл, несколько сосудов из серебра. Курган был разграблен в древности. Сохранились лишь мелкие осколки глиняного кувшина с широким горлом, сосуд для окуривания при проведении ритуала прощания с покойной. Все предметы, найденные в захоронении, были изготовлены мастерами меотами и датируются I—II веком н. э.
В другом кургане были найдены два захоронения золото-ордынского периода, датируемые XIII веком. В первом находились останки взрослого мужчины с монголоидными признаками в строение черепа. Рядом с ним лежал железный нож и деревянное седло с костяной накладкой. В ногах находился берестяной колчан с семью боевыми стрелами. У колена правой ноги найдено железное кресало для добывания огня, ряд позолоченных пуговиц от халата, обрывки кожаных штанов и сапог.
В нескольких метрах от мужского захоронения находилось женское. Тело женщины было помещено в выдолбленную деревянную колоду с крышкой. В ногах лежала конская узда с позолоченной бляхой и удилами, а рядом стоял кованный бронзовый котёл, справа от колоды был найден железный нож.
Женщина была одета в халат с пуговицами бирюзового цвета. На её поясе висели шарнирные ножницы и бронзовое зеркало с рисунками птиц на оборотной стороне.

## Основание

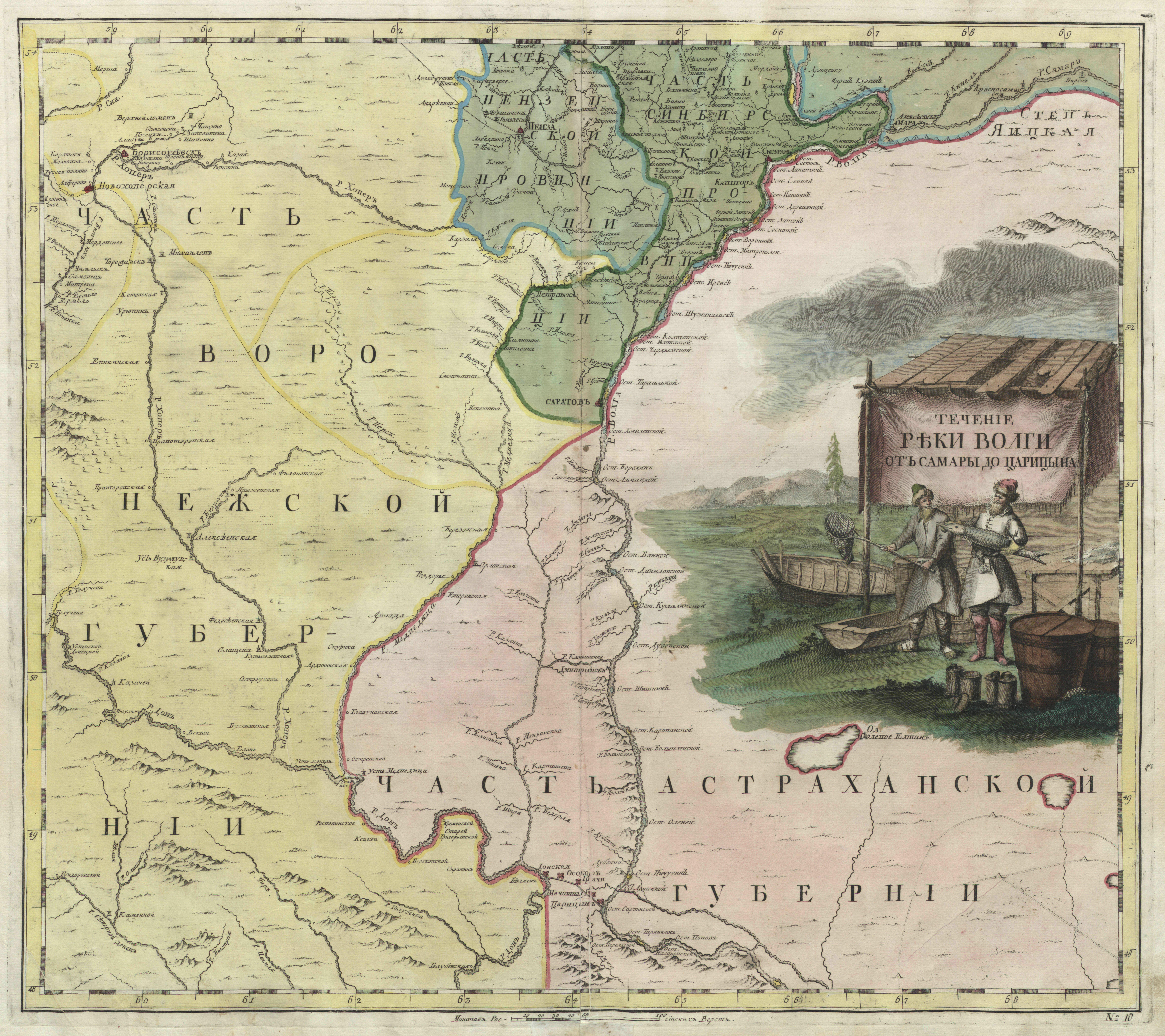
Атлас Российской империи (1745). Течение реки Волги от Самары до Царицына. Первая подробная карта края.

В царствование первых царей из династии Романовых, через междуречье Волги и Дона, проходили люди, бежавшие на Дон, в Приазовье от крепостной зависимости. На пути стояли многочисленные водные преграды, одним из которых была река Добринка. Гидроним образовался от корня dobr — очень хороший, отличный. В последующем, возникшее на её берегах село назвали Нижней Добринкой, поскольку расположилось оно в её нижнем течении.
Основано в 1740 году переселенцами из Пензенской губернии, которые в составе нескольких десятков семей поселились в этих местах. Среди пензенских крестьян встречались и «иногородцы» — крещёные татары.

## История села

### Дореволюционный период
В 1592 году Микиту Болдыря посылали из Царицына на Медведицу

«за воровскими казаками, и он деи на Медведице, поимал казаков воров, четыре человеки, и привёл их на Царицын».
— Акты исторические, собранные и изданные Археологическою комиссиею. Спб., 1841, т. 1, с. 445.
В 1680—1690 годах раскольники бегут в украинские стороны: на Хопёр, Медведицу; пробираются на Дон и Низовое Поволжье; на Медведице они уже строят в то время «городки». Тамбовский воевода Нарышкин описывает, что в 1685 году, помещённые в Тамбове и тамбовских крепостях стрельцы и служилые люди также стали бегать на Хопёр и Медведицу и другие «запольные» речки; к ним стали уходить дворцовые, помещиковые, вотчинные и монастырские крестьяне, бобыли и боярские холопы..
В 1774 году Поволжье было охвачено крестьянским бунтом. Емельян Пугачёв с успехом продвигался по степям Нижнего Поволжья, одновременно отправляя отряды бунтовщиков из-под Саратова в пределы войска Донского. Его отряд под предводительством атамана Обрывалова действует в междуречье Хопра и Медведицы. На своём пути повстанцы громили все помещичьи усадьбы. Именно этот отряд и прошёл через село, повесив местного священника и захватив астронома Ловица, производившего наблюдения в степях нижней Волги, который был посажен Пугачёвом на кол в 1774 году. Сам Пугачёв был в трёх километров северо-западнее села на Меловой горе. Для подавления пугачёвского бунта Екатерина II направила 20 кавалерийских и пехотных полков. В начале августа Суворову поручают возглавить разгром бунтовщиков, но к этому времени основные силы повстанцев были разгромлены. Генерал Суворов с войсками отправляется в Царицын, где должен соединиться с остальными войсками и провести перегруппировку для последующей погони за Пугачёвым. Для выполнения поручения он держит путь по тракту со стороны Саратова в открытой почтовой таратайке. Вечер застаёт его у села, и он вынужден был остановиться для отдыха. Это было 28 августа 1774 года. Утром он посетил сельскую деревянную церковь Покрова пресвятой Богородицы (не сохранилась), стоял вместе с певчими на клиросе, читал «Часослов» и «Апостол»..
В 1797 году император Павел I награждает графа Обольянинова Петра Хрисанфовича несколькими поместьями в Камышенском уезде, среди них оказалась и Нижняя Добринка с двумя тысячами душ. В 1811 году проводится самая первая нижнедобринская ревизия: «… 1811 года июля … дня Саратовской губернии Камышинского уезда Его Высокопревосходительства господина генерала от инфантерии и разных орденов кавалера Петра Хрисанфовича Обольянинова села Нижней Добринки о состоящих в оном мужска пола крестьян». По результатам этой ревизии в селе числилось всего 785 крестьян мужского пола.
В годы Отечественной войны 1812 года из Нижней Добринке было взято в рекруты 51 человек. Поскольку самостоятельного ополчения в Саратовской губернии не создавалось, мобилизованные крестьяне поступали в Казанское, Симбирское, Пензенское, Костромское, Вятское и Нижегородское ополчение, из которых формировался 3-й (Поволжский) ополченский округ. В начале декабря сформированный из ополченцев Поволжья корпус проследовал через Муром, Рязань, Орёл, Глухов на Украину. В сентябре 1813 года он уже был в Силезии; участвовал в блокаде и захвате крепости Дрезден, осада которой завершилась победой ополчения в октябре-ноябре 1813 года.
В середине XIX века село переходит во владения двум помещицам — Чебышевой и Преженцевой, которые владели им до отмены крепостного права.
«Манифест об освобождении крестьян от крепостной зависимости» и «Положение о крестьянах, вышедших из крепостной зависимости» в село доставил уездный чиновник. Здесь же присутствовали сотники, десятские, староста Хлюстов Никита Никифорович, волостной писарь Андрей Скорняков, волостной старшина Леляков Тимофей Степанович, управляющий добринским имением Соколов и другие официальные лица. Первые строки указа с церковного амвона произнёс священник Тимофей Петрович Смирнов и далее о том, что крепостное право в России отменяется навсегда. Толпа крестьян молча внимала тексту манифеста. Понять содержимое текста в ходе прочтения крестьянам не представлялось возможным; требовалось время, чтобы переосмыслить его суть. Неграмотные с трудом вникали в содержание документа и упросили дьякона Зоднева растолковать манифест. После его разъяснений и подстрекательства крестьянином Герасимом Абрамовым, село взбунтовалось и наотрез отказалось платить оброк. Крестьяне получили от помещиц наделы по 1,5 десятины на душу, а всего 2037 десятин. Кроме этих земель за помещицами числилась оставшаяся часть имения: 300 десятин пахотной земли, мельница на реке медведицы и 116 десятин строевого леса.
Во второй половине XIX века Нижняя Добринка становиться волостным административным центром, в подчинение которого входили: само село Нижняя Добринка, Жирное с деревней Куракино, слобода Меловатка, деревни Егоровка и Андреевка, Хутор Земской, усадьбы купца Бореля и княгини Гагариной. В обязанности Нижнедобринского волостного правления входили: сохраение общественного порядка и спокойствия в волости, объявление законов и распоряжений правительства, наблюдение за исполнением судебных приговоров, созыв и контроль над исполнением решений волостных сходов, наблюдение за местными должностными лицами. Также отвечало за сбор податей с крестьянства и надзор за содержанием путей сообщения.
По «списку населенных мест» за 1862 год, Нижняя Добринка состояла из 412 дворов, расположенных одной улицей в два порядка и протянувшихся на 2,6 км, в которых проживало 2758 человек — 1367 душ мужского пола и 1391 — женского.
В 1882 году на озере Эльтон была прекращена промышленная добыча соли, а вместе с ней стала стремительно падать значение солевозного тракта, который проходил непосредственной близости от села.
В 1883 году в селе начало свою работу крестьянское волостное ссудо-сберегательное товарищество, насчитывающее 237 членов.
В 1887 году местных промышленников и кустарей представляли арендаторы садов, кожевники, колесники, кузнецы, маслобойщики и мельники.
По земской переписи 1886 года в селе насчитывалось 582 домохозяйства, 1492 душ мужских и 1561 — женских. Итого 3053 души обеих полов. Кроме того, 43 семьи постоянно находились на заработках в других краях и 12 семей их 48 человек относились к постороннему населению. По данным последующей переписи за 1891 год, всего в волости проживало 8649 жителей из них: 4325 душ мужского пола и 4324 женского. В 80 — 90 годах XIX века крестьянская беднота уходила на заработки в Заволжские степи и на Дон. Из числа крестьян грамотных было 293 мужчины и 57 женщин. На этот период в селе числилось 553 представителя различных профессий. Из них работало в селе 238 человек, 315 работали в других местах (наиболее востребованы были скорняки, пильщики, плотники, портные, сапожники, торговцы, извозчики). В те времена в селе имелись две православные церкви, одна мельница, четыре лавки и один кабак.
Связь осуществлялась через Руднянскую почтово-телеграфную контору и Лопуховское почтовое учреждение.

В 1905 в село приезжал Пётр Аркадьевич Столыпин для разрешения конфликта о незаконном захвате земель помещика Бореля. Конфликт состоял в том, что после смерти хозяина земель, добряне выступили с осуждением «незаконного» присоединения пастбищных лугов Эммануилом Борелем и с требованиями незамедлительного их возвращения общине. Они сделали попытку заняться сенокосом на спорной территории, но в ответ управляющий имением сообщил о самоуправстве в Саратов. По случаю самовольного захвата помещичьих лугов, в село, прибыл губернатор.

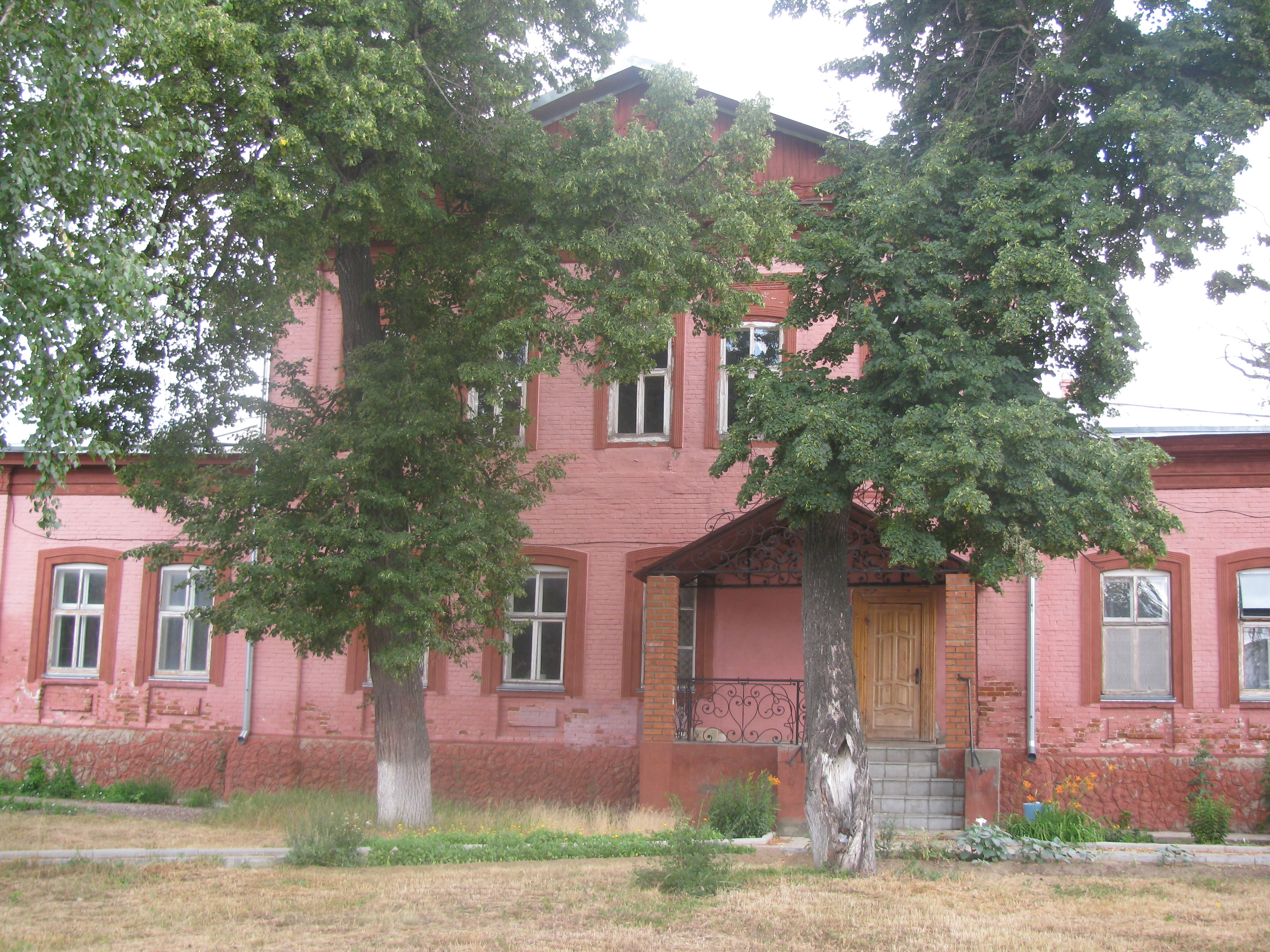
Усадьба купца Э. Бореля. Именно в этом доме ночевал будущий премьер-министр России

Он отстоял в службу в церкви Рождества Христова. После визита в церковь губернатор приказал созвать сельский сход, на котором выступил с пламенной, но краткой речью. Суть выступления сводилась к тому, что собственность священна и неприкосновенна. Любой, кто посягнёт на чужую собственность — будет сурово наказан. «Я никогда не позволю, чтобы в моей губернии мужики бунтовали. Для наведения порядка будут привлекаться все средства, в том числе и суд, каторга, тюрьма и казаки» — гневно сказал Столыпин. По его приказу за самовольный покос лугов Бореля были арестованы: С. Милов и Н. Сухлинин, которые, в последующем, отбывали наказание в Саратовской тюрьме. После сельского схода Пётр Аркадьевич строго указал волостному старшине Василию Кирсанову о недопустимости самозахвата и принятия любых мер для пресечения подобных действий. Всех участников самозахвата рекомендовали вывести из общины.

### Установление советской власти и период Гражданской войны

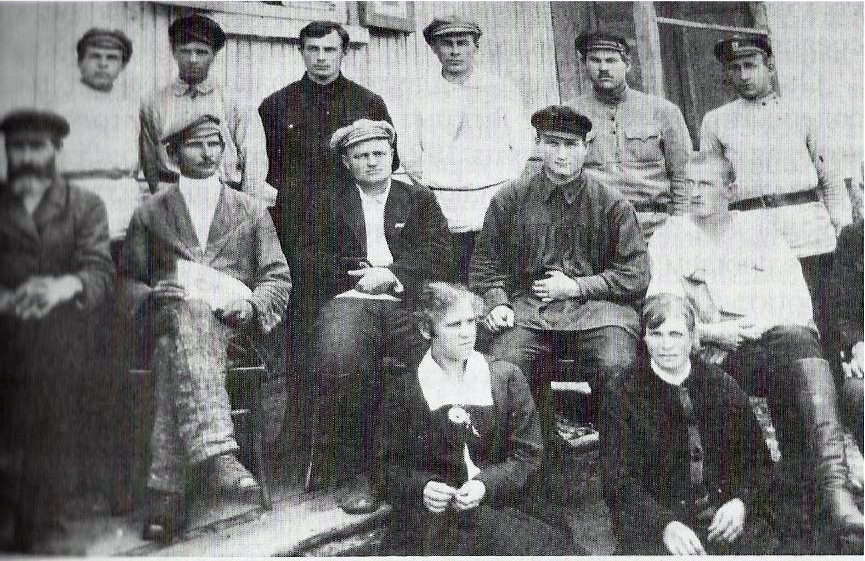
Ревком Нижнедобринской волости. Февраль 1918 года

В середине января 1918 года в селе избираются новые органы власти: Совет волости и его исполком; сельский Совет рабочих и крестьянских депутатов. Председателем ревкома избирается Мартемьянов Михаил Степанович.
29 мая 1918 года Камышинский уезд объявляется на военном положении.
6 июля 1918 года в селе зазвучал набат.

«Перед зданием Совета собралась большая толпа. Для переговоров вышел Михаил Степанович. Он разъяснил, что дополнительный призыв [в РККА] происходит по приказу из Камышина, и попросил собравшихся выбрать представителей, которым предоставят возможность напрямую переговорить с Камышином по телефону.
„Если же кулаки недовольны нашей борьбой за хлеб, так и скажите“, — бросил он гневно в толпу. Но ему не дали договорить и взяли в кольцо. Иван Ториков, стоявший сзади, ударил Мартемьянова кулаком, а Яков Цибизов ударом винтовки повалил наземь. Упавшего стали жестоко избивать. Когда краскома посчитали мертвым, толпа, удовлетворенная исходом, стала расходиться. Потом кто-то привязал к его ногам веревку, а другой конец — к конскому седлу. Бездыханное тело лошадью отволокли на кладбище и оставили на съедение собакам.
К концу выборного схода в село прибыл отряд красных. Выступление было подавлено, толпа разбежалась. Красногвардейцы разыскали тело Михаила. После долгих усилий Михаил очнулся, но долгое время не мог говорить и двигаться. К августу здоровье поправилось, и Михаил Степанович приступил к своим обязанностям. Обидчикам своим он отомстил жестоко: приказал бойцам закопать зачинщиков мятежа в землю живьем.»
— Луночкин Михаил "История села Нижняя Добринка"
Начало 1920-х годов прошло в постоянной борьбе между силами белого движения и большевиками. События изменялись с такой быстротой, что население не успевало понять, в чьих руках власть.
В ходе боёв село неоднократно переходило в руки красногвардейцев 1-го Камышинского полка, Конной Армии Будённого С,М. Положение осложнилось небывалой засухой 1921 года.

В конце мая все посевы на полях и лугах были уничтожены палящими лучами солнца. Надежды на урожай были потеряны уже в начале лета. Крестьяне остались без зерна, а скотина без корма. От голода сильно страдали дети. Решением исполкома волостного совета в селе для детей, потерявших родителей, создается детский дом. В течение месяца в него было принято около 50 детей со всей волости. Селяне делились последними скудными запасами. Оказание постоянной поддержки позволило открыть общественную столовую, которая работала до конца 1922 года. Богатый урожай следующего года значительно облегчил положение села.
— Игорь Цыкин, Александр Бусалаев "Лица моих сельчан..."

### Советский период
В предвыборную кампанию 1927 года по всей волости было лишено избирательных прав 98 человек. Позже было восстановлено в избирательных правах 25 человек, остальным в ходатайстве отказано.

#### Голод 1932—1933 гг.
Благодаря председателю колхоза имени Горького Бухову Ф. Т. в хозяйстве был создан «фонд нетрудоспособных». На протяжении всего 1932 года колхозники могли получать посильную продовольственную помощь. По приблизительным подсчётам продовольственная помощь была оказана 60 семьям.

По воспоминаниям старожилов, самая тяжёлая пора наступила в первые весенние месяцы: в марте и апреле, когда все сусеки и погребе оказались начисто пустыми, а земля ещё лежала под снегом. Ни люди, ни животные не могли перейти на «подножный корм». Коров в личных подворьях почти не осталось. Те из селян кто мог ещё двигаться, разбредались по окрестностям в поисках копыт и рогов для «варева».
— Гомулов В. И. «Очерки истории Жирновского района»

## Население
| 1897 | 1911 |
| ---- | ---- |
| 3192 | 4175 |

| 2010  | 2012  | 2013  | 2014  | 2015  | 2016  | 2017  |
| ----- | ----- | ----- | ----- | ----- | ----- | ----- |
| 1484  | ↘1467 | ↗1477 | ↘1452 | ↘1446 | ↘1416 | ↘1398 |
| 2018  | 2019  | 2020  | 2021  |       |       |       |
| ↘1352 | ↘1311 | ↘1300 | ↘1265 |       |       |       |

Основу население составляют пенсионеры, трудоспособных около 30 %.

## Социальная сфера

### Образование

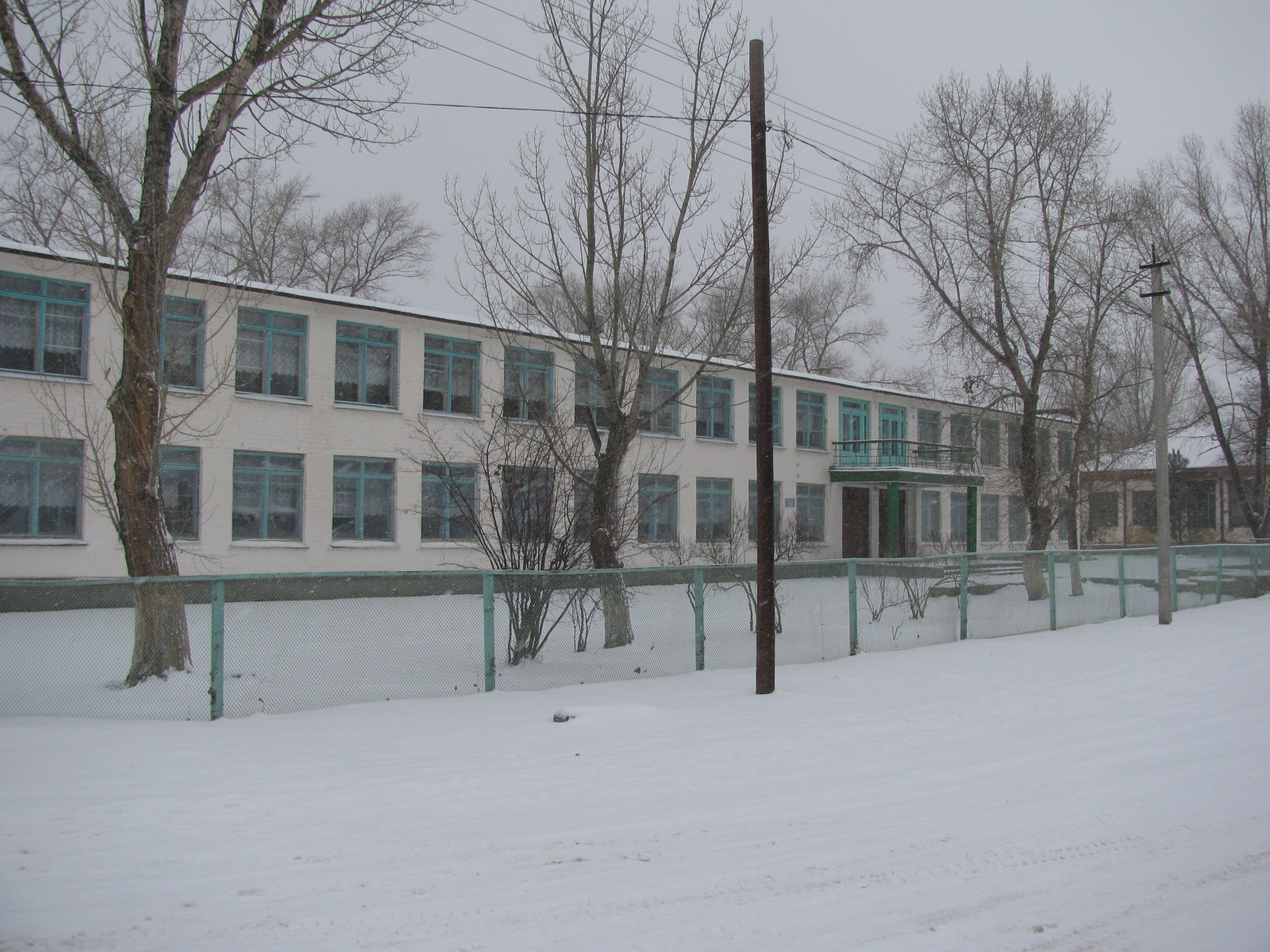
Нижнедобринская школа

Первое образовательное учреждение — двуклассная церковно-приходская школа (ЦПШ) была открыта в селе в 1868 году, о чём записано в церковной ведомости. Нижнедобринская школа считалась «общественной», так как содержалась на пожертвования общины. В то же время церкви сами жертвовали на улучшение быта материально-учебных заведений Саратовской епархии. Деятельность школы находилась в ведении Попечительского совета, куда входил заведующий школы, учителя, попечитель из числа авторитетных зажиточных крестьян, как выборное лицо от населения, пользующегося школой. На совет возлагались заботы о благоустройстве школы во всех отношениях. Занятия в приходской школе для крестьянских детей начинались 14 сентября по старому стилю. В школу детей зачисляли в возрасте 9 лет. Учебниками и книгами епархиальный училищный совет снабжал приходскую школу бесплатно. 24 сентября 1890 года Епархиальное начальство своим распоряжением за № 14884 меняет статус ЦПШ и утверждает её как школу грамотности. Однако в этом статусе она начала работать только со следующего учебного года — с 1 ноября 1891 года. Священнослужители приходской церкви исполняли обязанности учителей. Преподавание школьного курса велось согласно школьных программ утверждённых епархиальным училищным советом. Саратовское земство поставило перед собой конкретную цель — ввести всеобщее начальное образование в Саратовской губернии и ходатайствовало об этом перед правительством. Церковно-приходские школы были упразднены Советом Народных комиссаров в 1917 году.
Министерская одноклассная школа была утверждена в 1876 году. В 1930 году преобразована в семилетнюю школу. Её директором стал Клименко Георгий Иванович. В 1953 году школа получила статус средней, её директором был назначен учитель географии, участник Великой Отечественной войны Шапошников Дмитрий Витальевич. В 1961 году школа получила новое здание, построенное на средства колхоза имени XIX съезда КПСС. У школы есть филиал в рабочем поселке Медведицкий.

### Религия

#### Церковь Покрова Богородицы
- Вторая половина XVIII века — Строительство первой Нижнедобринской деревянной церкви-часовни Покрова Богородицы.
- В конце XIX века Покровская церковь сгорела.

#### Храм Рождества Христова

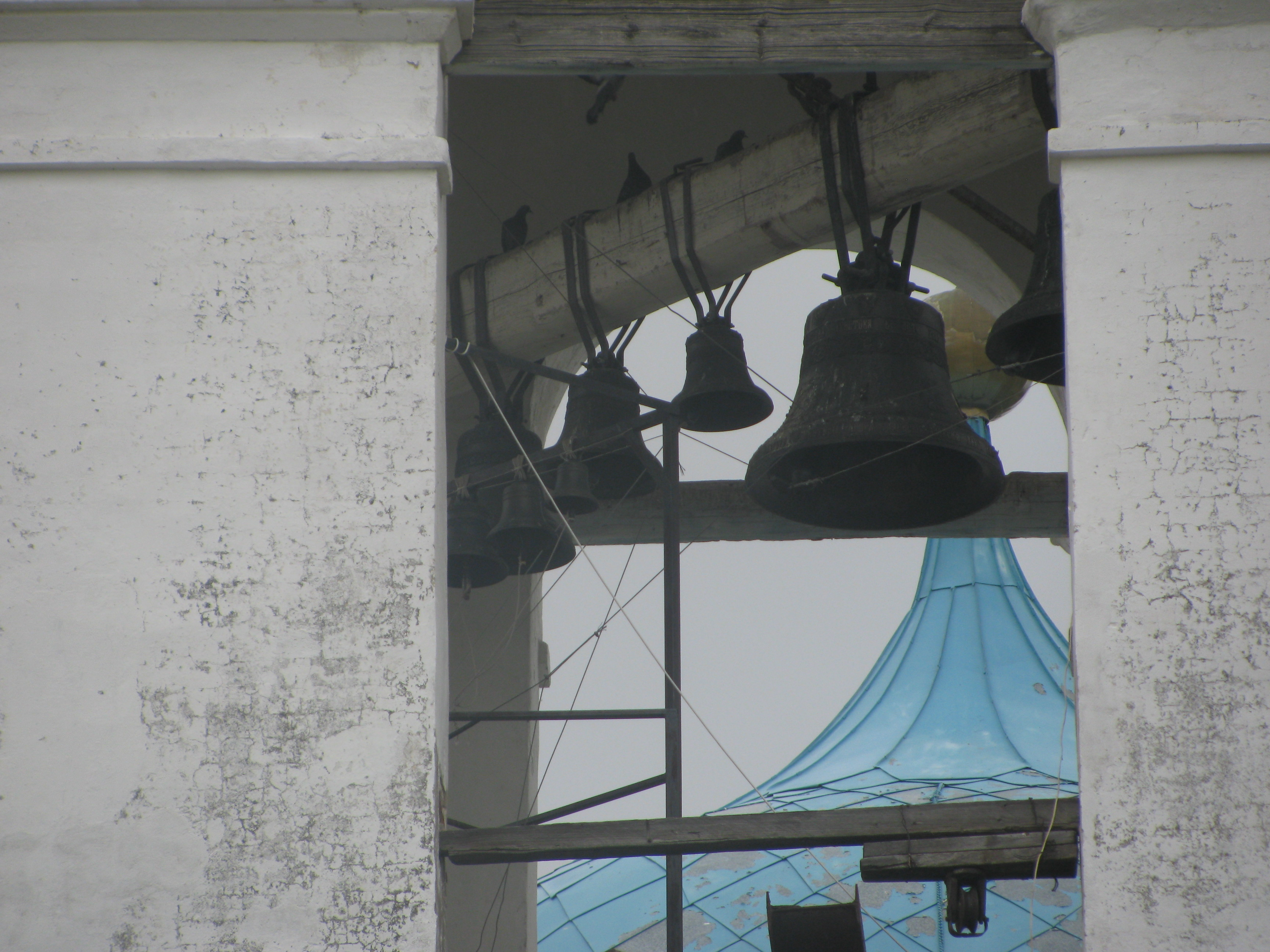
Колокольня

Инициатором строительства церкви был граф П.Х Обольянинов, которого поддержал крестьянский сход. Община выделила несколько десятин земли под храм и устройство нового кладбища, а общинники оказывали посильное участие в строительстве. Построен в честь победы в Отечественной войне 1812 года.
Церковь построена из красного кирпича, в раствор добавляли яичный желток для крепости, собираемый со всех окрестных деревень. К строительству приступили в 1835 году, но наиболее интенсивно работы велись в последующие два года.
Нижнедобринская церковь построена по проекту архитектора Иосифа Ивановича Шарлеманя (1782—1861). Этот проект рекомендовал епископу губернский архитектор Петров Г. В., так как в последующем сам лично наблюдал за ходом строительства.
Церковь, построенная в течение трёх лет, была освящена в 1839 году. Вовремя освещения храму был преподнесен антиминс. (Сегодня в церковной службе используется новый антиминс, врученный храму в 1985 году).

## Символика

### Герб
Принят Нижнедобринским сельским советом как муниципальный 22 мая 2009 года.

В червленом и зелёном поле, разделенном серебряной волнистой перевязью справа, с золотой главой, обремененной червленым пламенем, слева вверху золотой пучок из восьми колосьев, положенных веером и перевязанных бантом того же металла; справа внизу — золотая чаша-братина, дамасцированная в нижней её половине.
— Из официального описания герба Нижнедобринского сельского поселения

## Известные добряне
- Мартемьянов Михаил Степанович — герой гражданской войны, командир 1-го камышинского полка[4].
- Иванцов Николай Андреевич (1912—1945) — уроженец села, наводчик орудия, младший сержант, Герой Советского Союза (1945, посмертно, «за образцовое выполнение боевых заданий командования на фронте борьбы с немецко-фашистскими захватчиками и проявленные при этом отвагу и геройство»)[31].
- Мещеряков Иван Иванович (1908—1942) — уроженец села, командир эскадрильи, капитан, Герой Советского Союза (1942, посмертно, «за мужество и героизм, проявленные при выполнении заданий командования на фронте борьбы с немецко-фашистскими захватчиками»)[31].
- Чернышёва Антонина Степановна (1939—2011) — поэтесса, певица Жирновского района, автор песен. Написала более 70 песен и 40 стихотворений. В том числе песню о Нижней Добринке («Нижняя Добринка — сердце моё»).
- Черняев Иван Федорович — старший сержант, командир саперного взвода, Герой Советского Союза (1944, «за мужество и отвагу при форсировании реки Днепр»)[17][31]
- Ашнин Фёдор Дмитриевич (1922—2000) — российский лингвист, тюрколог, историк отечественного языкознания

## Спорт
Во второй половине XX века в селе был построен стадион. В 2010 по решение главы села ему было присвоено имя Пидченко Павла Ивановича—имя тогдашнего учителя физкультуры в местной сельской школе.
В сентябре 2023 года, была построена физкультурная площадка на основе стадиона им. Пидченко по проекту Национальному проекту «Образование».